# Joseph Ressel
Pour les articles homonymes, voir Ressel.
Josef Ressel (né à Chrudim, dans le royaume de Bohême, le 29 juin 1793, et mort à Ljubljana en octobre 1857) est un garde forestier, ingénieur naval et inventeur autrichien-tchèque . 
Il est l'inventeur de la propulsion par hélice des navires et créa le premier bateau propulsé par une hélice inspirée de la vis d'Archimède[réf. nécessaire] en 1827.

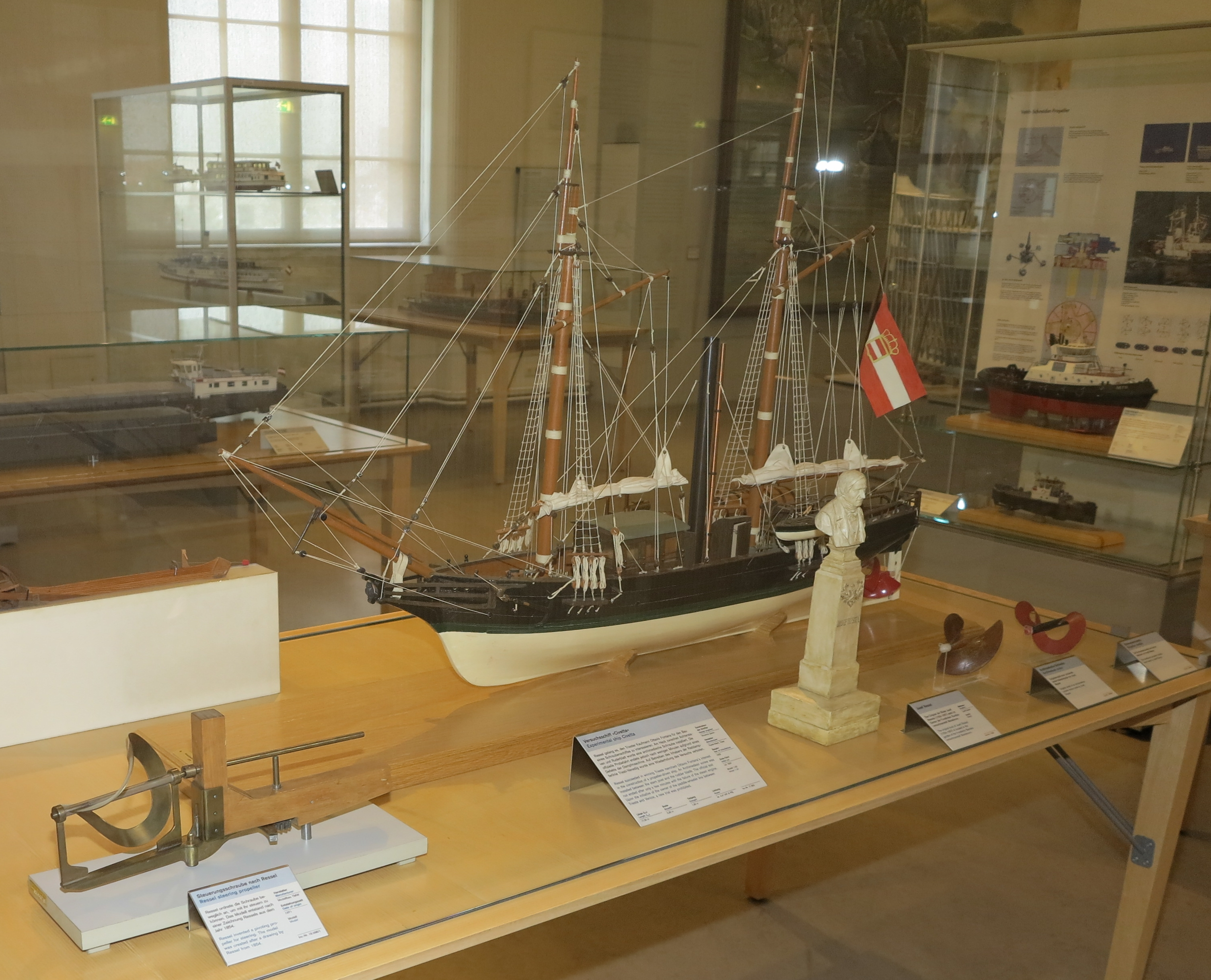
Maquette de la Civetta au musée des techniques de Vienne.

Son premier test fut réalisé sur une barque mue par une hélice en bronze tractive actionnée par manivelle. La première application fut faite sur un navire, la Civetta, qui, malgré une machine à vapeur de seulement 6 ch, filait 6 nœuds grâce à son hélice propulsive en bronze de 1,58 m, mais ce fut un échec par la faute du manque de fiabilité catastrophique de la machine à vapeur ; les autorités mirent un terme à l'expérience.
Trop confiant, il fut dépouillé de son invention par des marchands français qui déposèrent un brevet en leur nom. Il ne toucha jamais le fruit de son invention et finit sa carrière comme ingénieur forestier.